# Randa Chahal Sabag
Randa Chahal Sabag, arab. رندا شهال صباغ (ur. 11 grudnia 1953 w Trypolisie, zm. 25 sierpnia 2008 w Paryżu) – libańska reżyserka i scenarzystka filmowa.
Córka Irakijki i Libańczyka. Zaczynała pracę w branży filmowej od projektów dokumentalnych. Jej drugi film fabularny, Ludzie cywilizowani (1999), miał swoją premierę w sekcji "Cinema del Presente" na 56. MFF w Wenecji, gdzie zdobył Nagrodę UNESCO. Obraz był czarną komedią ukazującą konsekwencje wojny domowej w Libanie.
Za swoją kolejną fabułę, Latawiec (2003), Sabag otrzymała Grand Prix Jury na 60. MFF w Wenecji. Film opowiadał o absurdzie konfliktu izraelsko-libańskiego poprzez historię piętnastoletniej bohaterki z przygranicznej wioski w Libanie, która wychodzi za mąż za swojego kuzyna, mieszkającego po drugiej stronie granicy.
Sabag zasiadała w jury Nagrody im. Luigiego De Laurentiisa na 64. MFF w Wenecji (2007). Zmarła na raka w wieku 54 lat.